# Echinacea laevigata
Echinacea laevigata là một loài thực vật có hoa trong họ Cúc. Loài này được (F.E.Boynton & Beadle ex C.L.Boynton & Beadle) S.F.Blake mô tả khoa học đầu tiên năm 1929.